# Графичен дизайн
Графичният дизайн е вид изкуство за избор и подреждане на даден обем информация и визуални елементи: шрифт, изображения, символи и цветове с цел да се предаде послание. Понякога графичният дизайн бива наричан „визуална комуникация“ за да се подчертае оформителната му функция, например дизайн на книга, рекламно съобщение, логотип или уебсайт. Важна част от задачата на дизайнера е да комбинира визуалните и вербалните елементи така, че да оформят едно цяло. Графичният дизайн включва сътрудничество между различни професии: писатели на текста, фотографи и илюстратори за изображенията и графичният дизайнер, който придава на всичко удобна и естетична форма с цел комуникация.
Продуктите на графичния дизайн са в много форми, най-разпространените са:
- Печатен дизайн и оформление – книги, периодични издания, плакати
- Уебдизайн и потребителски интерфейси
- Филми, CD, DVD – дизайн на встъпителните елементи, анимация, рекламни материали
- Графична идентичност, графичен дизайн на фирмени знаци, фирмени рекламни материали, указателни табели и други
- Продуктов дизайн, опаковки,

Графичният дизайн включва в себе си задълбочени познания за композиция и форма, цвят, цветни гами и видове специализирани палитри, използвани и стандартизирани в съвременните графични програми. Художествените познания и наличието на чувство за естетика у графичния дизайнер, също допринасят за изработката на добър продукт на графичния дизайн. Съчетаването на цветове и отчетливост на визията и контраста на цветовете и сенките също допринасят за доброто възприемане на посланието. Не трябва да се забравя и основното – освен технически и естетически познания дизайнерът трябва да притежава и частица интуитивност и да бъде носител на идеи и иновативност. Всичко това събрано в едно с необходимата доза баланс и подчиненост на идеята, внушението и основната цел са предпоставки за добрия графичен или рекламен продукт.